# Gusiejn Kurbanow
Gusiejn Bagautdinowicz Kurbanow (ros. Гусейн Багаутдинович Курбанов; ur. 7 maja 1974 w Kaspijsku) – rosyjski bokser, brązowy medalista Mistrzostw Europy 1993 w Bursie, srebrny medalista Mistrzostw Świata Juniorów 1992 w Montrealu, brązowy medalista Mistrzostw Europy Juniorów 1992 w Edynburgu oraz mistrz Rosji z roku 1996.

## Kariera
W kwietniu 1992 zdobył brązowy medal na Mistrzostwach Europy Juniorów 1992 w Edynburgu, na których rywalizował w kategorii półśredniej. W półfinale przegrał na punkty (10:14) z Pavolem Polakovičem. W październiku tego samego roku zdobył srebrny medal na Mistrzostwach Świata Juniorów 1992 w Montrealu. Rywalizację rozpoczął od zwycięstwa w 1/16 finału nad Amerykaninem Jeanem Lebrunem. W 1/8 finału pokonał przed czasem reprezentanta Szkocji Alana Woleckiego, w ćwierćfinale Francuza Gerarda Tirpieda, a w półfinale Koreańczyka Yanga Chan-woo. W finale przegrał nieznacznie na punkty (13:15) z Niemcem Lutzem Brorsem.
We wrześniu 1993 zdobył brązowy medal na Mistrzostwach Europy 1993 w Bursie. W 1/8 finału pokonał wyraźnie na punkty reprezentanta Słowacji Antona Laščka, wygrywając 18:0. W ćwierćfinale pokonał na punkty (11:2) reprezentacja Jugosławii Slavišę Popovicia, zapewniając sobie brązowy medal w kategorii lekkośredniej. W półfinale przegrał z reprezentantem Rumunii Franciscem Vaștagiem, któremu uległ na punkty (4:11). W czerwcu 1994 był uczestnikiem pucharu świata, który rozgrywany był w Bangkoku. W 1/8 finału pokonał na punkty (16:8) Włocha Antonio Perugino, a w ćwierćfinale przegrał z Rumunem Franciskiem Vaștagiem, ulegając mu na punkty (4:15).
Kurbanow jest mistrzem Rosji w kategorii lekkośredniej z roku 1996 oraz półfinalistą mistrzostw Rosji w kategorii średniej z roku 1999.